# Мадонський край
Мадо́нський кра́й (латис. Madonas novads) — адміністративно-територіальна одиниця Латвійської Республіки. Розташований у східній частині країни, в історичному регіоні Відземе. Адміністративний центр — Мадона. Створений 2021 року. Площа — 3354,8 км². Населення — 28 692 осіб (2021). До складу краю входять 3 міста і 19 волостей.

## Історія
Край утворений 1 липня 2021 року шляхом об'єднання Мадонського, Ергльського, Лубанського та Цесвайнського країв, після адміністративно-територіальної реформи Латвії 2021 року.

## Адміністративний поділ
- 3 міста - Лубана, Мадона, Цесвайне
- 19 волостей

## Населення
Національний склад краю за результатами перепису населення Латвії 2011 року.
| Національність | К-сть | % |
| -------------- | ----- | - |